# Artur Dalalojan
Artur Grač'evič Dalalojan (in russo Артур Грачьевич Далалоян?; Tiraspol, 26 aprile 1996) è un ginnasta russo, campione del mondo nel 2018 nel concorso individuale e al corpo libero e membro della squadra vincitrice della medaglia d'oro ai Giochi olimpici di Tokyo 2020.

## Biografia
Dalalojan ha iniziato a praticare la ginnastica all'età di sei anni a Novosibirsk, prima di trasferirsi l'anno dopo con la sua famiglia a Mosca. A livello giovanile ha disputato le Gymnasiadi  che si sono svolte a Brasilia nel 2013 vincendo tre medaglie d'oro nella gara a squadre, negli anelli e nel volteggio, oltre a un argento vinto alla sbarra e un bronzo nel concorso individuale. Agli Europei juniores di Sofia 2014 ha vinto la medaglia d'argento con la squadra della Russia e ha raggiunto le finali del volteggio (7º posto) e degli anelli (4º posto).
Nel 2017 si è laureato campione nazionale russo individuale; ha preso quindi parte al suo primo importante evento senior disputando gli Europei di Cluj-Napoca 2017, diventando vicecampione individuale dietro l'ucraino Oleg Vernyayev e vincendo il titolo continentale nel volteggio superando il rumeno Marian Drăgulescu.
Agli Europei di Glasgow 2018, oltre a confermarsi campione nel volteggio, è risultato l'atleta più medagliato con altre due medaglie d'oro conquistate alle parallele e nella gara a squadre più un bronzo al corpo libero. Due mesi più tardi è diventato campione mondiale individuale ai campionati di Doha 2018, relegando il campione uscente Xiao Ruoteng al secondo posto grazie alla conta del punteggio totale eliminando il punteggio più basso ottenuto, dato che i due ginnasti hanno terminato la gara a parità di punti. Era dal 1999 che un russo non vinceva un titolo mondiale nel concorso individuale. Inoltre, durante una edizione dei campionati mondiali che gli ha fruttato complessivamente cinque medaglie, si è aggiudicato anche la gara al corpo libero, e ha collezionato pure due medaglie d'argento al volteggio e con la squadra della Russia, più il bronzo guadagnato alle parallele simmetriche.
Agli Europei di Stettino 2019 Artur Dalalojan ha ottenuto un altro secondo posto nel concorso individuale, superato dal connazionale Nikita Nagornyj per 0.833 punti. Si è anche laureato campione continentale al corpo libero e ha vinto due medaglie di bronzo al volteggio e alla sbarra. Ai Mondiali di Stoccarda 2019 ha vinto la medaglia d'oro con la Russia nel concorso a squadre, insieme a Denis Abljazin, David Beljavskij, Nikita Nagornyj e Ivan Stretovič. Ha ceduto il titolo individuale al connazionale Nikita Nagornyj, terminando in seconda posizione, e ha conquistato un secondo argento nel volteggio, sempre dietro a Nagornyj con 0.033 punti di distacco, ed è salito sul podio pure nella finale alla sbarra guadagnando il terzo posto.

## Palmarès
- Giochi olimpici

Tokyo 2020: oro nel concorso a squadre;
- Mondiali

Doha 2018: oro nel concorso individuale; oro nel corpo libero; argento nel volteggio; argento nel concorso a squadre; bronzo nelle parallele;
Stoccarda 2019: oro nell concorso a squadre; argento nel concordo individuale; aIndividuale; argento nel volteggio; bronzo nella sbarra;
- Europei

Cluj-Napoca 2017: oro nel volteggio; argento nel concorso individuale;
Glasgow 2018: oro nelle parallele; oro nel volteggio; oro nel concorso a squadre; bronzo nel corpo libero;
Stettino 2019: oro nel corpo libero; argento nel concorso individuale; bronzo nel volteggio; bronzo nella sbarra;
- Europei - junior

Sofia 2014: argento nel concorso a squadre;